# Пустоха (Хмільницький район)
Пусто́ха — село в Україні, у Козятинській громаді Хмільницького району Вінницької області. Населення становить 158 осіб.